# Nunzio Incannamorte
Nunzio Incannamorte, talvolta riportato erroneamente come Ingannamorte (Gravina in Puglia, 23 dicembre 1913 – Roma, 10 settembre 1943), è stato un militare italiano, eroe di guerra durante la Seconda guerra mondiale.

## Biografia
Nacque a Gravina in Puglia il 23 dicembre 1913 da Arcangelo Incannamorte e Maria Luigia Saulle come sesto di sette figli. Trascorse l'infanzia nella città natale dove frequentò gli studi fino al regio istituto tecnico, trasferendosi poi a Bari dove si diplomò presso un liceo scientifico.
Quando dovette prestare il servizio militare di leva concorse come allievo ufficiale e fu assegnato all'Arma di artiglieria come sottotenente di complemento; al termine del periodo di ferma obbligatorio poté accedere all'Accademia Reale di Torino, dove seguì gli studi strategici, e ne uscì sottotenente, proseguendo gli studi presso la Scuola di applicazione di artiglieria e genio.
Promosso tenente alla vigilia della seconda guerra mondiale, fu assegnato al 1º Gruppo obici da 100/17 del 17º Reggimento artiglieria "Sforzesca", trovandosi nel 1940 sul fronte alpino occidentale. Fu trasferito poco dopo al 4º Gruppo obici da 75/48 del 5º Reggimento artiglieria contraerei mentre nel 1941 è a Castellammare di Stabia presso il 2º Gruppo obici da 75/46, venendo quindi inviato nella Campagna italiana di Russia. Nonostante le dure condizioni del fronte russo, riesce a contraddistinguersi tanto da venir promosso capitano nel 1942; un comunicato ufficiale del 15 gennaio 1943 descrive le sue gesta a Millerovo: "Comandante di batteria in località assediata, durante 21 giorni di aspri combattimenti, sempre presente ove più grave era la minaccia, contribuiva a stroncare reiterati numerosi attacchi avversari. Precedentemente, in difficile ripiegamento, era riuscito a trarre in salvo tutto il materiale e il personale della batteria".
Tornato in Italia a Gravina con una licenza premio, fu poi assegnato nel 1942 a Roma, divenendo artigliere del 600º Gruppo semoventi 105/25 della 135ª Divisione cavalleria corazzata "Ariete", facente parte del Corpo d'Armata Motocorazzato (CAM) e dislocato a difesa della Capitale. Dopo l'armistizio di Cassibile rimase fedele al Regno e si distinse, al comando di un semovente Ansaldo 105/25 M.43 Bassotto, nella difesa del trasmettitore di Prato Smeraldo dell'EIAR il 9 settembre 1943. Il giorno successivo tuttavia fu colpito a morte da una raffica di mitragliatrice mentre era intenzionato ad eliminare un pezzo anticarro sulla via Laurentina. Esalò il suo ultimo respiro all'Ospedale militare del Celio. Per le sue azioni è stato insignito della Medaglia d'oro al valor militare.
Sepolto inizialmente al cimitero monumentale del Verano, la sua salma è stata poi traslata nel 1944 presso il cimitero comunale di Gravina.

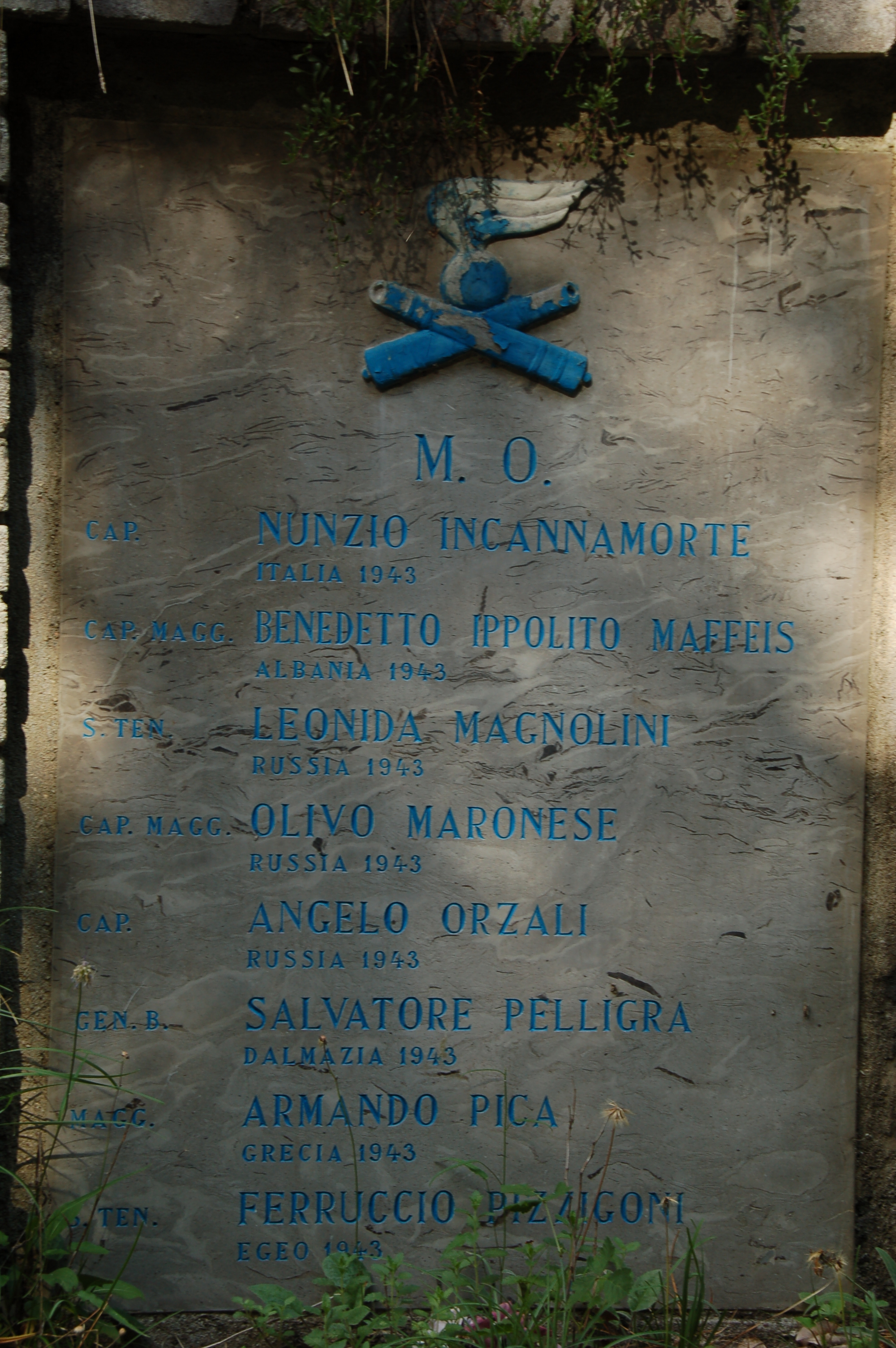
Lapide commemorativa di alcuni artiglieri decorati con la Medaglia d'oro al valor militare a Rovereto.

Gli è stata dedicata la caserma di Sabaudia, quartier generale del 17º Reggimento artiglieria contraerei "Sforzesca", dove nel 1949 è stata inoltre posta una lapide marmorea a sua memoria; il suo nome è presente anche in una lapide sulla Strada degli artiglieri di Rovereto oltre che nel monumento ai Caduti della Montagnola. Nella città natale di Gravina in Puglia gli è stata intitolata una strada e una scuola secondaria di primo grado, seppure entrambe erroneamente denominate "Ingannamorte". Nel 1973 il comune di Roma gli ha dedicato una strada in zona Casalotti.